# Scoring (Medizin)
Ein Scoring-System, kurz auch Score genannt, dient in der Medizin der Klassifizierung von Krankheitsbildern oder Verletzungsmustern sowie der Erstellung von Diagnosen und der Möglichkeit, verschiedene Patientenzustände in einheitlicher Nomenklatur beschreiben zu können. Ein wichtiges Einsatzgebiet ist die statistische Erfassung. Aus manchen Scoring-Systemen lassen sich mittelbar auch Behandlungsstrategien und Prognosen ableiten.
Den Scoring-Systemen ist gemeinsam, dass sie definierte Punktwerte (englisch Scores) zuordnen und über ein Berechnungsverfahren das Ergebnis auf eine feste Skala abbilden.
Scoring-Systeme zur objektiven Beurteilung von Notfallpatienten zum Zeitpunkt der Erstuntersuchung und unter Berücksichtigung zeitlicher Änderungen nach der Verlaufsuntersuchung werden, insbesondere auch bei Schwerverletzten als Trauma-Scores bezeichnet. Diese können unterteilt werden in anatomische Scores (bezogen auf die Lokalisation von Körperverletzungen) und physiologische Scores (bezogen auf den Schweregrad von Verletzungen).
Im Gegensatz dazu stehen Systeme, die ohne scharfe Punktezuordnung eher beschreibend wirken, wie die Sichtungskategorien in der Katastrophen- und Notfallmedizin.
Kriterien zur Auswahl eines Trauma-Scores ergeben sich aus den Anwendungsmöglichkeiten:
- Bestimmung der Schwere eines Traumas oder einer Erkrankung und damit der Überlebenschance und Prognose
- Hilfe bei rascher Selektion und Triage bei mehreren Verletzten oder einem Großschadensereignis
- Hilfe bei therapeutischen Entscheidungen im Einzelfall
- Durchführung klinischer Vergleichsstudien und Kosten/Nutzen-Analysen bezüglich der Therapieeffizienz.[2]

Verschiedene medizinische Scoring-Systeme:
- Abbreviated Injury Scale (AIS): System zur Beschreibung der Letalität von Einzelverletzungen

- Acute Physiology And Chronic Health Evaluation (APACHE): System dient zur Prognose der Überlebenswahrscheinlichkeit von Patienten einer Intensivstation

- Apgar-Score: Med. Verfahren zur Bewertung von Neugeborenen und Säuglingen

- Bishop-Score: System zur Beurteilung der Geburtsreife des Muttermundes

- Burch-Wartofsky-Score: System zur Berechnung der Wahrscheinlichkeit einer thyreotoxischen Krise

- Child-Pugh-Score: System zur Klassifikation der Leberzirrhose

- Cincinnati Prehospital Stroke Scale: Skala zur prähospitalen Identifikation eines Schlaganfall

- CURB-65 bzw. CRB-65: System zur Risikostratifizierung einer Lungenentzündung

- DemTect: Med. Verfahren zum Screening auf Vorliegen einer Demenz

- Duke-Score: Med. Verfahren zur ergometrischen Diagnostik der koronaren Herzkrankheit (KHK)

- Fischer-Score: Med. Verfahren zur Auswertung der Herztonwehenschreibung (Kardiotokografie) bei Schwangeren

- Functional Capacity Index (FCI): Index zur Beschreibung der Langzeitfolgen von Einzelverletzungen

- Glasgow Coma Scale (GCS): Abschätzung der Schwere einer Bewusstseinsstörung

- Kardialer Risikoindex nach L. Goldman:[3] Index für das chirurgische Risiko postoperativer kardiovaskulärer Komplikationen von Herzkranken

- Hasford-Score: Med. Verfahren zur Beurteilung der Risikogruppe bei Leukämie

- HAS-BLED-Score: Med. Verfahren zur Abschätzung des Risikos einer Hirnblutung unter Antikoagulation

- Injury Severity Score (ISS): anatomisch orientiertes System zur Traumaklassifikation

- Innsbrucker Koma Skala (IKS): System zur Traumabewertung nach physiologischen Gesichtspunkten, zieht andere Scoring-Systeme (GCS, RTS) zur Berechnung heran und bezieht sie auf Blutdruck- und Atemfrequenzwerte

- Lipton-Score: System zur Einteilung bei Histiozytose-X-Patienten

- Mainz Emergency Evaluation Score (MEES), ein physiologisches, dem RAPS ähnliches, Score-System
- Mannheimer Risikocheckliste, System zur Einschätzung des Narkoserisikos[4]
- Mini-Mental-Status (nach M.F. Folstein): Screening-Verfahren für kognitive Defizite

- NACA-Score: Schema zur statistischen Erfassung von Luftfahrtunfällen, mittlerweile auch bei anderen Unfällen und Erkrankungen eingesetzt

- PESI: System zur Risikoratifizierung der Mortalität bei nicht massiver Lungenembolie

- Psoriasis Area and Severity Index (PASI)
- Pediatric Glasgow Coma Scale (PGCS): Skala zur Beurteilung von Bewusstseinsstörungen bei Kindern.
- PHASES-Score: Abschätzung der Rupturwahrscheinlichkeit eines intrakraniellen Aneursmas

- Rapid Acute Physiology Score (RAPS): im Rettungswesen und bei der Triage eingesetzter Score (1987 von Kenneth J. Rhee publiziert).[5]

- Revised Trauma Score (RTS), aus dem Trauma Score (TS) 1989 abgeleitetes physiologisches Scoring-System
- RLS Severity Scale: Skala zur Schwereeinschätzung des Restless-Legs-Syndroms

- Scoring Atopic Dermatitis (SCORAD)
- Simplified Acute Physiology Score (SAPS bzw. SAPSII): zur Einschätzung der Erkrankungsschwere von Intensivpatienten sowie die Berechnung des Letalitätsrisikos

- Therapeutic Intervention Scoring System (TISS): therapieorientiertes Scoring-System auf Intensivstationen
- Trauma Score (TS), physiologisch orientierter, 1981 in den USA von H. R. Champion und Mitarbeitern publizierter Trauma-Score[6]
- Wells-Score: System zur Beurteilung der Wahrscheinlichkeit des Vorliegens einer Lungenembolie oder einer tiefen Venenthrombose

Die bekanntesten Scoring-Systeme auf deutschen Intensivstationen sind:
- Acute Physiology And Chronic Health Evaluation (APACHE)
- RASS-Score
- SAPSII
- Therapeutic Intervention Scoring System (TISS)